# 六经皆史
六经皆史是清代章学诚提出的学术命题。六经即《易经》、《尚书》、《诗经》、《儀禮》、《乐经》、《春秋》六经。

## 提出
隋代王通说：“昔圣人述史三焉。其述书也，帝王之制备矣，故索然而皆获，其述诗也，兴衰之由显，故究焉而皆得，其述春秋也，邪正之迹明，故考焉而皆当。此三者，同出于史，而不可杂也，故圣人分焉。”
明代王世贞《艺苑卮言》提出：“天地间无非史而已。三皇之世，若泯若没；五帝之世，若存若亡。噫！史其可以已耶？六经，史之言理者也。”王阳明说：“以事言谓之史，以道言谓之经，事即道，道即事。《春秋》亦经，五经亦史。”李贽《焚书》说“经史一物也，史而不经，则为秽史矣”。
清代章学诚《文史通义》提出：“六经皆史也，六经皆先王之政典。”明确提出“六经皆史”这一命题。
1921年，胡适认为章学诚“六经皆史”意思是“六经皆史料”。

## 评价
- 章太炎：“‘六经皆史’，意见就说六经都是历史，这句话，真是拨云雾见青天。”

## 扩展阅读
- 刘雄伟，《章学诚六经皆史研究》